# Brownvale
Brownvale est un hameau (hamlet) de Peace No 135, situé dans la province canadienne d'Alberta.

## Démographie
En tant que localité désignée dans le recensement de 2011, Brownvale a une population de 125 habitants dans 51 de ses 56 logements, soit une variation de 14.7% avec la population de 2006. Avec une superficie de 3,376 1 km2, le hameau possède une densité de population de 37,025 0 hab/km2 en 2011.
Concernant le recensement de 2006, Brownvale abritait 109 habitants dans 47 de ses 50 logements. Avec une superficie de 3,376 1 km2, le hameau possédait une densité de population de 32,3 hab/km2 en 2006.